# Emphatic (album)
Emphatic è l'album di debutto dell'omonimo gruppo hard rock statunitense.

## Tracce
1. Back Home – 3:50
2. In My Head – 3:00
3. Goodbye – 3:06
4. Hell To Pay – 2:51
5. Fallen – 3:05
6. Wishing I Were You – 3:12
7. Eyesore – 3:47
8. Words – 2:43

## Formazione
- Patrick Wilson - voce
- Justin McCain – chitarra solista
- Lance Dowdle – chitarra ritmica
- Alan Larson – basso
- Dylan Wood - batteria
- Jeff Fenn – tastiere, sampler